# Wanda Landowska
Wanda Landowska, född 5 juli 1879 i Warszawa, död 16 augusti 1959 i Lakeville i Connecticut i USA, var cembalist och pianist och musikolog inom renässans- och barockmusiken och tidstrogna uppförandetekniker. 

## Biografi
Fram till andra världskriget var hon ledare för den berömda skolan för äldre musik i Saint Leu La Forêt utanför Paris.
Landowska var först med att spela in Bachs Goldbergvarationerna på cembalo.
Eftersom hon var jude flydde hon i början av kriget, då tyskarna har invaderat Frankrike, utan tillgångar till USA och började en ny karriär som lärare och musiker.
Genom konsertturnéer, pedagogisk verksamhet och författarskap verkade Landowska för cembalon och dess musik. Hon stimulerade också tonsättare som Manuel de Falla och Francis Poulenc att skriva för detta instrument. 

## Utmärkelser
Nedslagskratern Landowska på planeten Venus är uppkallad efter henne.